# Levende musik for de døde
|  | Denne artikel er oprettet af botten PalnaBot ud fra en ekstern database. Den kan derfor have sproglige fejl eller mangler. Denne skabelon kan fjernes efter kontrol af indholdet. |

Levende musik for de døde er en film instrueret af Nicky Schmidt, Torsten Jepsen.

## Handling
Thuys bedstefar er blevet kørt over. Han var en gammel og agtet borger i lokalsamfundet. Han var veteran fra krigens tid. Derfor skal han have en standsmæssig begravelse. Hvad vil det sige? Filmen inviterer os med til begravelsen, så vi kan følge ceremonien ved selvsyn. Spillemanden har en betydningsfuld rolle. Den vietnamesiske tradition sørger for en god sidste rejse og for en stadig kontakt mellem de levende og døde.